# Rabo-de-leque-malaio

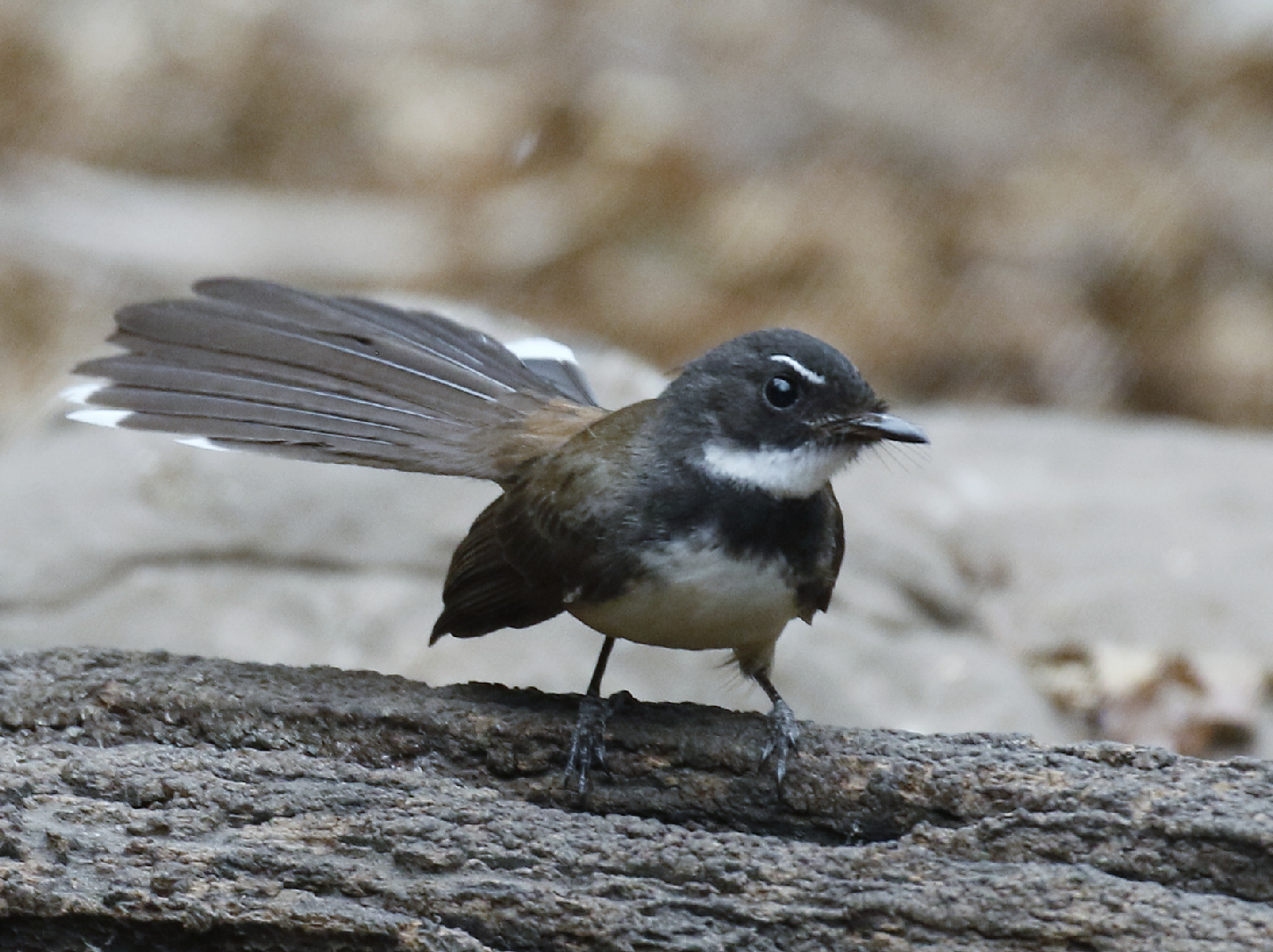
Parque Nacional Kaeng Krachan - Tailândia

Rabo-de-leque-malaio (Rhipidura javanica) é uma espécie de ave da família Rhipiduridae e uma das 47 espécies do gênero Rhipidura. É localmente referido como murai gila, literalmente "tordo louco" na língua malaia. Pode ser encontrada em Brunei, Camboja, Indonésia, Laos, Malásia, Mianmar, Filipinas, Cingapura, Tailândia e Vietnã . O seu habitat natural são as florestas subtropicais ou tropicais húmidas de baixa altitude.
No Seri Lanca foi avistada uma única vez, no Parque Nacional de Yala.